# Monastero di Andechs
Il monastero di Andechs è un monastero benedettino, luogo di pellegrinaggio, posto su di una collina ad est del lago Ammersee nel circondario di Starnberg in Alta Baviera, in Germania, nel comune di Andechs. Andechs è famosa per la sua fiammeggiante chiesa rococò (1712) e la sua fabbrica di birra.

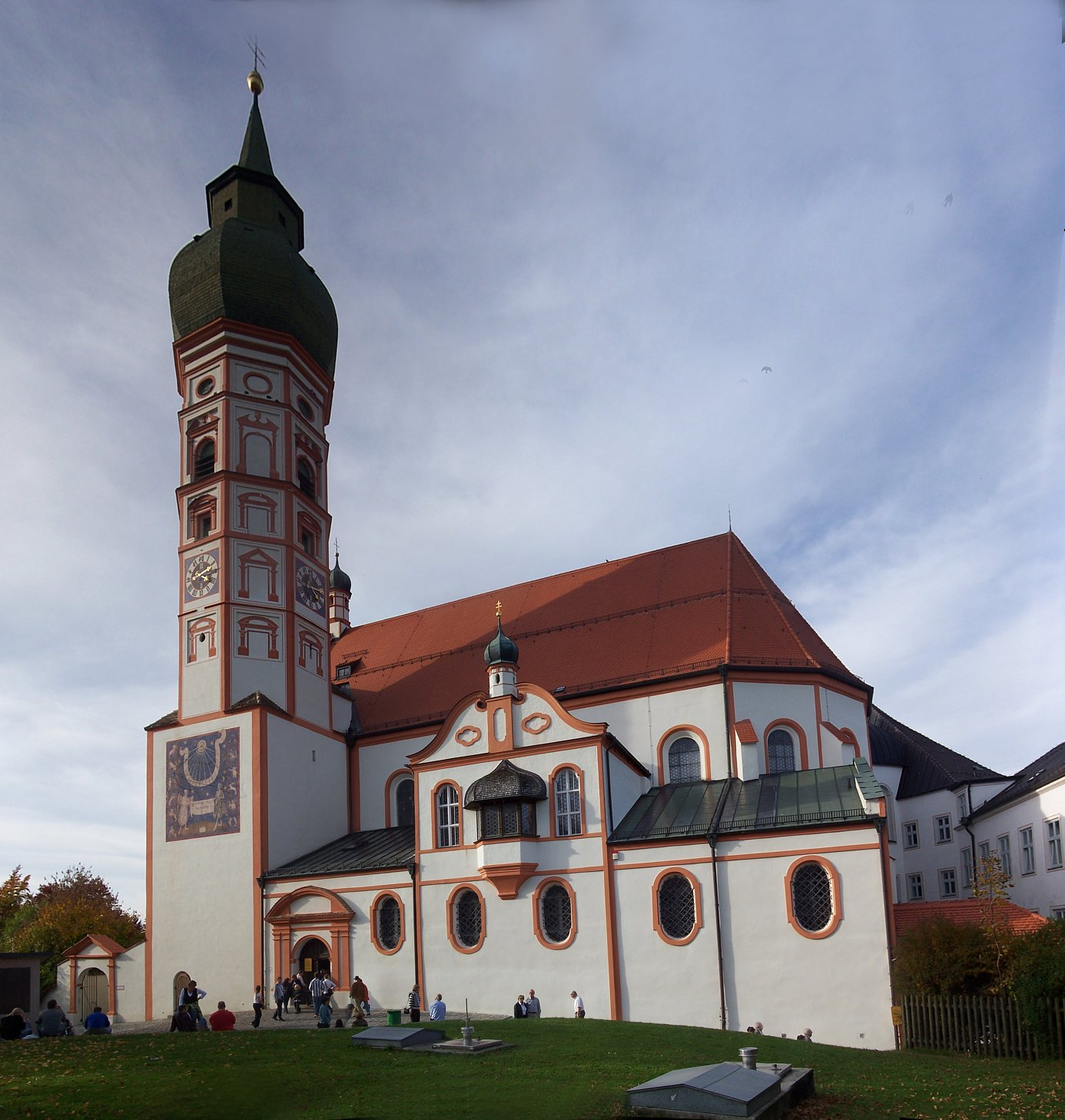
La chiesa del monastero

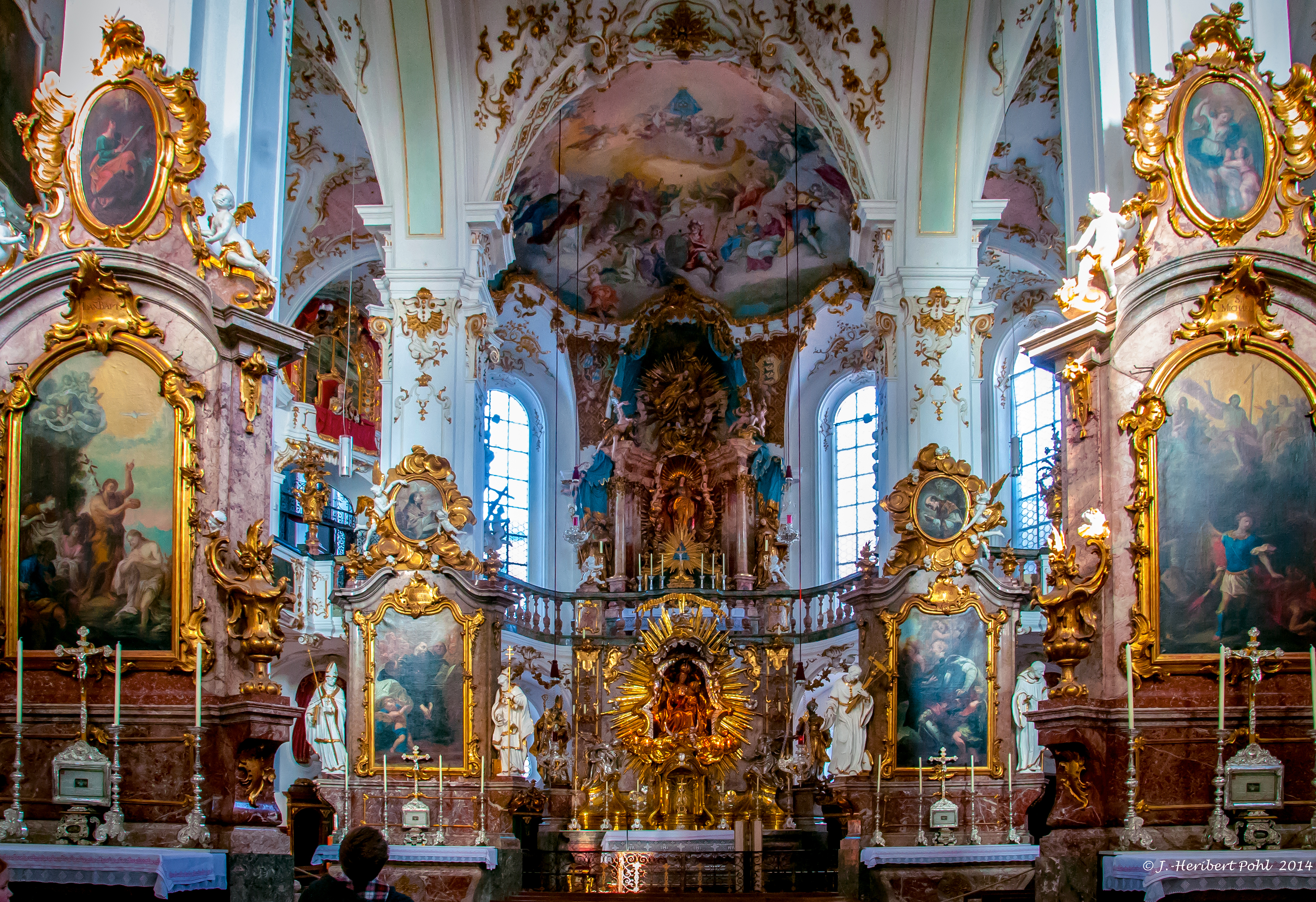
Veduta dell'interno della chiesa verso l'altare

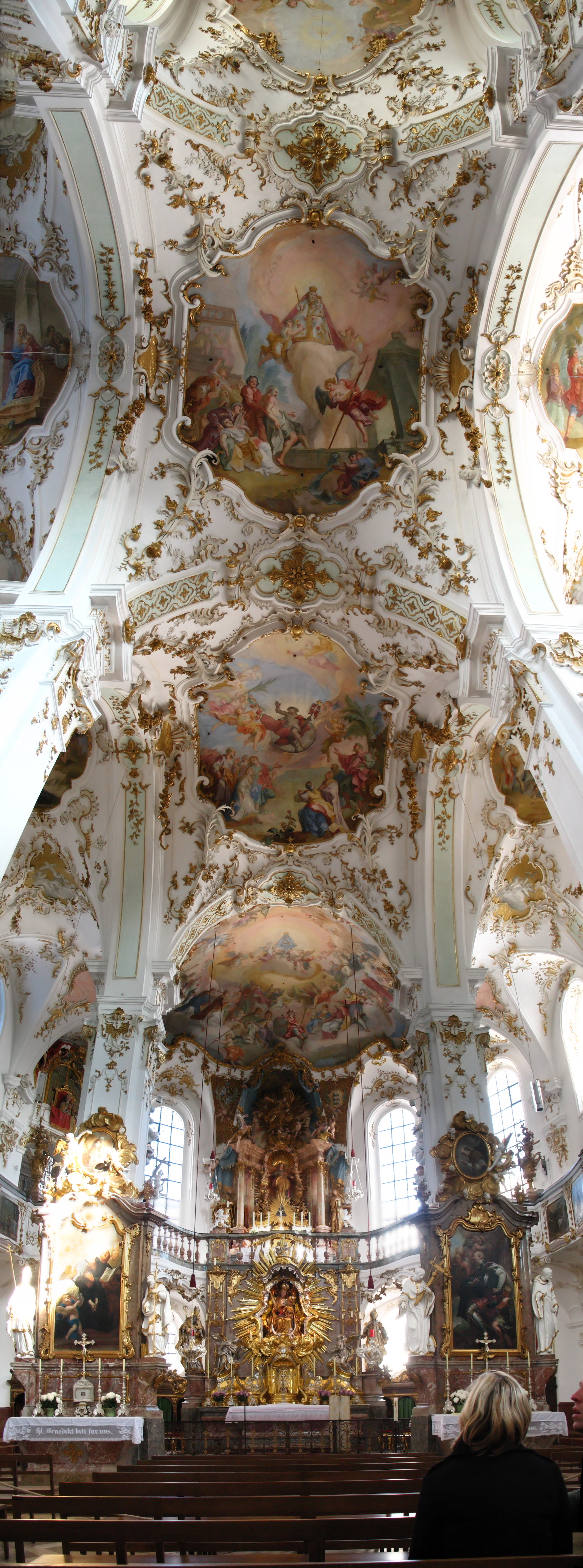
Immagine panoramica dei dipinti dell'altare e sul soffitto

## Storia
Le origini di questo monastero sono legate indirettamente al conte Rasso di Andechs (ca.900-954), che secondo alcune fonti è considerato anche santo. Il conte di nomina carolingia andò pellegrino a Roma e ne riportò diverse reliquie, tra cui tre ostie, reliquie del miracolo eucaristico avvenuto nel 595 nella basilica di Santa Pudenziana. All'epoca l'attuale monastero non esisteva ancora, ma esisteva il castello del conte con annessa cappella.
Secondo altre fonti, le ostie reliquie del suddetto miracolo arrivarono al castello solo nel 1177, come dono del vescovo di Bamberga al fratello conte, ma già almeno dal 1128 la sacra montagna di Andechs era meta di pellegrinaggio.
Il castello fu distrutto nel 1246. Le sacre reliquie furono nascoste e se ne perse notizia, fino al loro ritrovamento nel maggio del 1388 in un nascondiglio posto sotto l'altare della ex-cappella. Trasferite temporaneamente a Monaco, le reliquie tornarono ad Andechs dopo qualche anno (al più tardi nel 1425 dopo la costruzione di una chiesa sulle rovine del castello distrutto). Nel 1455 il conte Alberto III di Baviera fondò ufficialmente l'attuale monastero.

## Altre informazioni
Il compositore Carl Orff è sepolto nella chiesa.

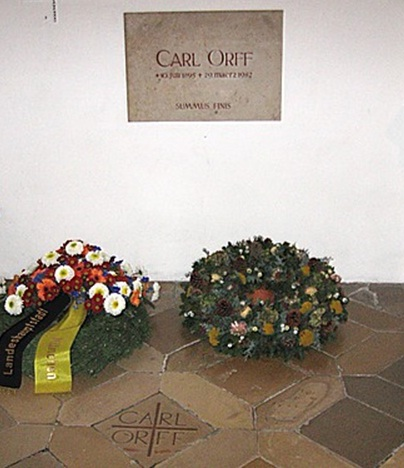
Tomba a terra di Carl Orff e targa commemorativa